# Jánošík (film, 1921)
Pour plus de détails, voir Fiche technique et Distribution.
Jánošík est un film muet sorti en 1921. C'est le premier film slovaque.

## Synopsis
Le film raconte des passages héroïques de Juraj Jánošík.

## Fiche technique
- Titre : Jánošík
- Réalisation : Jaroslav Siakeľ
- Scénario original : Gustáv Maršall-Petrovský
- Pays de production :  Tchécoslovaquie,  États-Unis
- Sociétés de distribution : Biografia
- Langues originales : film muet
- Genre : drame, historique, aventure
- Durée : 68 minutes
- Dates de sortie : 
  - Tchécoslovaquie 25 novembre 1921 (Prague)
  - États-Unis : 1er décembre 1921 (Chicago)[1]

## Autour du film
Jánošík est considéré comme le premier film slovaque. Le réalisateur Jaroslav Siakeľ a tourné le film avec deux caméras en partie à Chicago et en partie dans les environs de Blatnica dans les montagnes de la grande Fatra en Slovaquie.